# Устимович, Валентина Леонидовна
Валентина Леонидовна Устимович (1941—2009) — советская актриса, заслуженная артистка РСФСР (1970).

## Биография
Родилась в офицерской семье в Москве. Окончила среднюю школу во Львове и была принята в труппу львовского ТЮЗ. Одновременно с ней начал здесь работу Роман Виктюк. Первое сценическое амплуа молодой актрисы — травести. Затем два театральных сезона она работала в ужгородском Закарпатском музыкально-драматическом театре.
После окончания учёбы в Киеве поступила в Омский ТЮЗ.
В 1960-х годах работала в Омском ТЮЗе; спектакли театра «Они и мы», «Девочка и апрель», «Два товарища», «А зори здесь тихие», в которых  Валентина Устимович играла главные роли шли всегда с аншлагом. Затем перешла в театр на Покровке под руководством Сергея Арцибашева в Москве; была ведущей актрисой театра, играла главные роли в спектаклях «Валентин и Валентина», «Самая счастливая», «Утиная охота», «Машинистки». Многие роли были высоко оценены театральными критиками и зрителями. 
Валентина Устимович играла на сцене вместе с Иннокентием Смоктуновским, работала над шекспировскими «Винзорскими проказницами» совместно с Андреем Макаревичем. 
В 1996 году уехала в Австралию, где создала театр-студию Муравейник; играла в известном сиднейском театре Belvoir St. Theatre.
Муж — оперный певец Григорий Динкин (1936—2009), дочь и два внука живут в Австралии.

## Фильмография
- 1978 — Стеклянные бусы  — Соня, мама Маши
- 1984 — Предел возможного — Рекалова
- 1989 — Женщины, которым повезло — Алина Матвеевна